# Live Bullet
| Recensione                        | Giudizio     |
| --------------------------------- | ------------ |
| AllMusic                          | [ 3 ]        |
| The New Rolling Stone Album Guide | [ 4 ]        |
| Sputnikmusic                      | 4.3 (Superb) |
| Dizionario del Pop-Rock           | [ 6 ]        |
| 24.000 dischi                     | [ 7 ]        |

Live Bullet è un doppio album discografico Live a nome della Bob Seger & The Silver Bullet Band, pubblicato dalla casa discografica Capitol Records nell'aprile del 1976.

## Tracce

### LP
Lato A
1. Nutbush City Limits – 3:18 (Tina Turner)
2. Travelin' Man – 4:40 (Bob Seger)
3. Beautiful Loser – 3:29 (Bob Seger)
4. Jody Girl – 4:21 (Bob Seger)

Lato B
1. I've Been Working – 4:00 (Van Morrison)
2. Turn the Page – 4:51 (Bob Seger)
3. U.M.C. (Upper Middle Class) – 3:11 (Bob Seger)
4. Bo Diddley – 5:19 (Ellas McDaniels)

Lato C
1. Ramblin' Gamblin' Man – 3:00 (Bob Seger)
2. Heavy Music – 8:12 (Bob Seger)
3. Katmandu – 5:41 (Bob Seger)

Lato D
1. Lookin' Back – 2:34 (Bob Seger)
2. Get Out of Denver – 3:42 (Bob Seger)
3. Let It Rock – 8:03 (Edward Anderson)

## Musicisti
Silver Bullet Band
- Bob Seger - voce solista, chitarra, piano
- Drew Abbott - chitarra solista, accompagnamento vocale-cori
- Alto Reed - sassofono tenore, sassofono alto, sassofono baritono, percussioni, accompagnamento vocale-cori
- Robyn Robbins - organo, clavinet, melotrone
- Robyn Robbins - piano (brano Katmandu)
- Chris Campbell - basso, accompagnamento vocale-cori
- Charlie Allen Martin - batteria, accompagnamento vocale-cori
- Charlie Allen Martin - voce di risposta (brano Heavy Music)
- Charlie Allen Martin - armonie vocali (brani Jody Girl e Get Out of Denver)

Note aggiuntive
- Bob Seger e Punch (Edward Andrews) - produttori
- Registrato dal vivo (unità mobile di registrazione,Metro Audio, Inc.) il 4 e 5 settembre 1975 al Cobo Hall di Detroit, Michigan (Stati Uniti)
- Jim Bruzzese - ingegnere delle registrazioni
- Mixaggio finale effettuato da Jim Bruzzese al Pamper Recording Studio di Warren, Michigan (Stati Uniti)
- Brian Chubb - road manager e mixing live concert
- Gordon Paul - equipment manager
- Eric Ernest - luci
- Steve Noxon - lettering copertina album originale
- Roy Kohara e Tom Weschler - art direction
- Robert Markliwitz - fotografia copertina album originale
- John Beilfuss, Tom Weschler, Michael N. Marks e Dan O'Connell - fotografie interno copertina album originale

## Classifica
Album
| Anno | Classifica    | Posizione raggiunta |
| ---- | ------------- | ------------------- |
| 1976 | Billboard 200 | 34                  |